# Settecentismo
Il Settecentismo è stato un movimento artistico e culturale, nato in Francia intorno al 1850, che si diffuse più tardi in Italia e che proseguì fino alla Grande Guerra e oltre. Ha interessato la letteratura, la musica, l'arte, la moda e mobili ed oggetti di arredamento, in particolare le porcellane di Capodimonte.

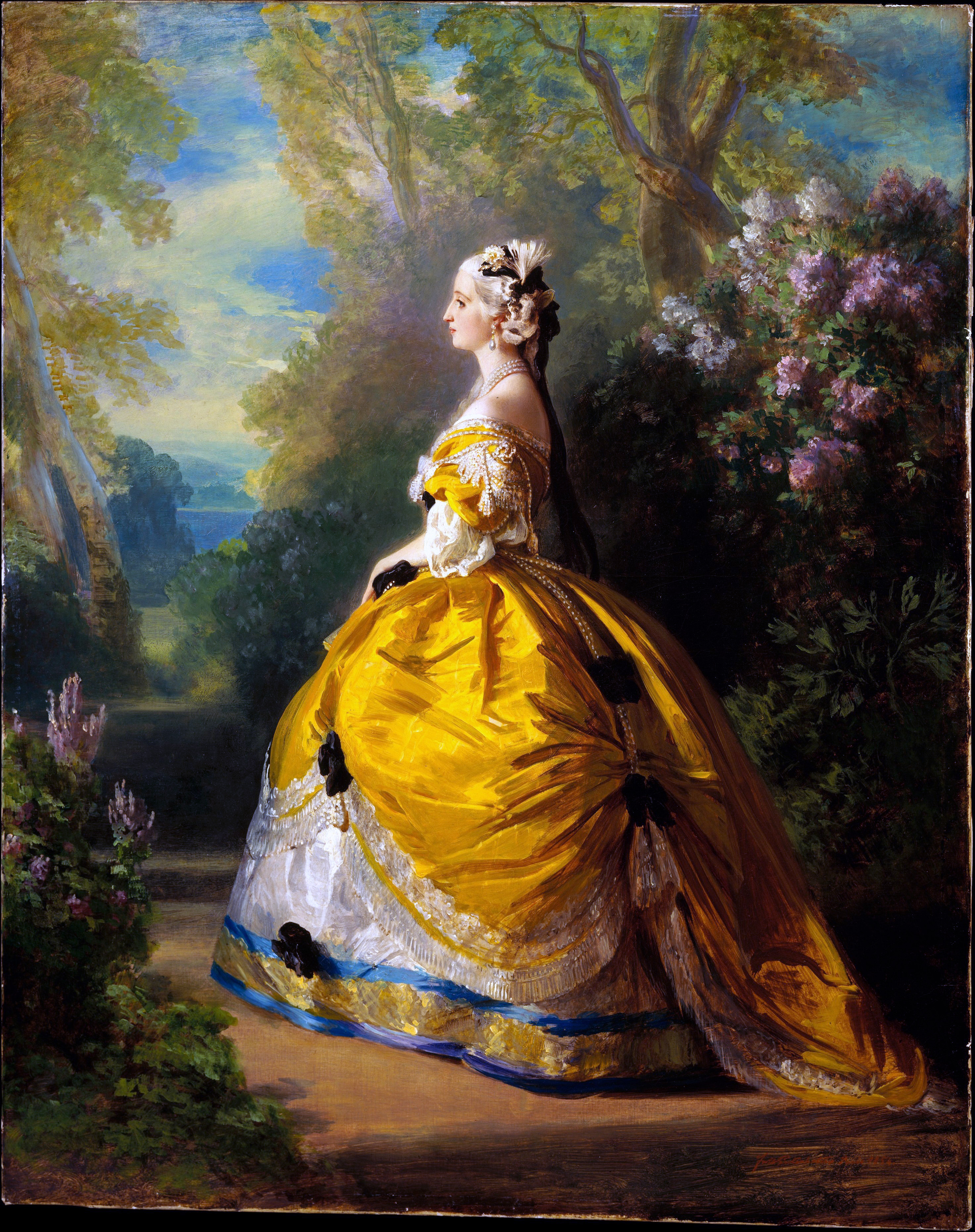
Franz Xaver Winterhalter, L'imperatrice Eugenia nelle vesti della regina Maria Antonietta

## In musica
Il Settecentismo musicale in Italia fu promosso da Francesco Florimo (1800-1888), musicologo e bibliotecario del Conservatorio di San Pietro a Majella, noto per l'opera in quattro volumi La scuola musicale di Napoli e i suoi conservatorii (1881-1883). La moda del Settecentismo si infiltrava nella produzione pianistica, tanto da far immaginare, proveniente  dalla tastiera, il suono del clavicembalo. Attraeva Claude Debussy, come decorativismo puramente ornamentale, ad esempio nei Deux Arabesques, del 1891. Influenze settecentesche sono presenti nel teatro musicale italiano (Alfredo Casella e Francesco Malipiero), anche come suggerimento ironico, rispetto al teatro musicale ottocentesco italiano. Il compositore veneziano Ermanno Wolf-Ferrari trasse ispirazione da Carlo Goldoni che giudicava un modello di grazia, di eleganza e anche di ironia. Mise in musica Le donne curiose nel 1903, I quattro rusteghi nel 1906, La vedova scaltra nel 1931 e infine Il campiello nel 1936, opera in cui si avverte l'ispirazione a Mozart. Certe dissonanze ne La sagra della primavera di Igor' Fëdorovič Stravinskij possono far pensare a suggestioni di atmosfere arcadiche.

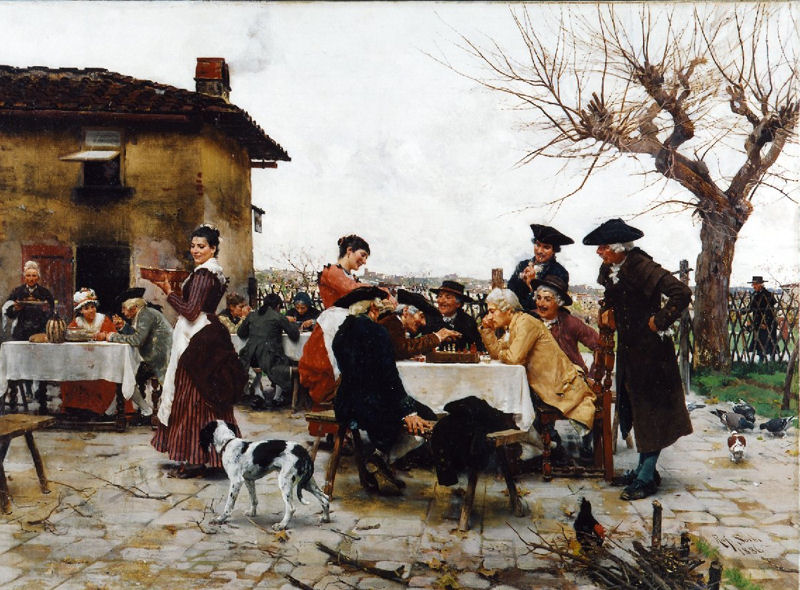
Partita a scacchi (Raffaello Sorbi)

## In letteratura
Il mito del Settecento è presente negli scritti dei due fratelli Edmond de Goncourt e Jules de Goncourt, i cui romanzi Faustin (1882) e Chérie (1884) erano considerati un riferimento culturale preciso, da parte dei conservatori e dei tradizionalisti che prendevano le distanze dal naturalismo di Émile Zola. Una aristocrazia colta e nostalgica si dichiarava custode delle memorie patrie e reagiva contro un giacobinismo, mai sopito in Francia. Un riflesso del Settecentismo si riscontra anche in una miriade di poeti napoletani, che scrivevano sia in dialetto sia in lingua italiana, abbellendo i loro versi con fiori arcadici. Lo stesso Salvatore Di Giacomo raccoglieva stimoli dalla moda del Settecentismo. Poeti che nel bozzetto amavano inserire una civetteria, che si abbandonano alla gentilezza della Musa arcadica. Benedetto Croce ne fu prima suggestionato, poi liquidò il Settecentismo, relegandolo al rango di speudo-storia. Anche Giacomo Leopardi aveva inserito infiorescenze poetiche arcadiche tra i suoi versi (A Silvia, La quiete dopo la tempesta). La canzone napoletana Reginella (con la sua nascosta grazia e armonia settecentesca, nella musica e nelle parole) era considerata da Lucio Dalla la più bella canzone del Novecento.

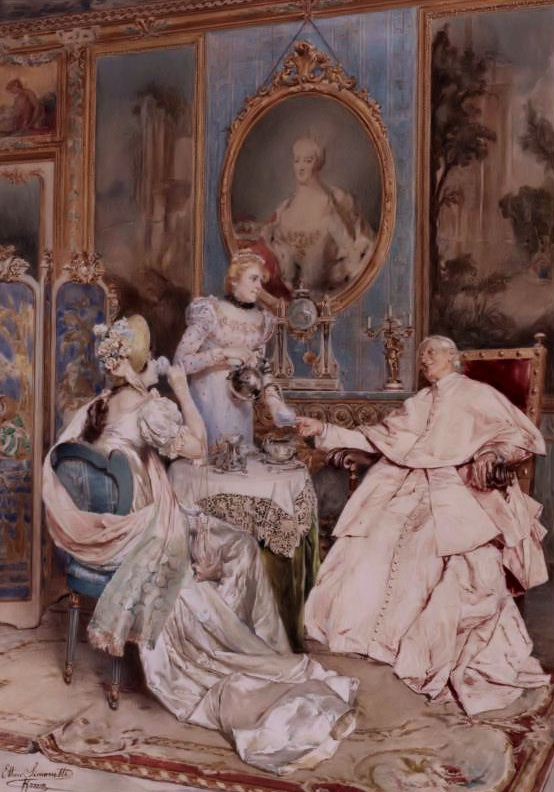
Ettore Simonetti, Il tè dal papa

## In pittura
In Italia un gusto settecentesco, sovraccarico, si diffonde con la pittura di Mariano Fortuny che veste di trine e di seta le sue modelle e le ambienta in scene costruite con tendaggi, velluti, frange, sete, cuscini damascati, tappeti. Nel 1883 a Roma fu dispersa in asta pubblica una ricca collezione di oggetti d'arte che comprendeva abiti, merletti, stoffe e arredi autentici del Settecento. Un Catalogo di antichità di Attilio Simonetti, redatto in italiano e anche in francese, interessò non solo i patiti per abiti antichi autentici, da indossare a carnevale; ma anche i pittori di ambiente romano che si erano specializzati in scene di genere settecentesche, molto richieste allora dai viaggiatori inglesi, francesi e spagnoli.
Vincenzo Petrocelli e Enrico Tarenghi dipinse moschettieri che giocano a carte alla taverna, alla luce tremolante delle lucerne; interni di fastosi palazzi romani, con cardinali nelle loro porpore gonfie di pieghe, che giocano a scacchi o pranzano allegramente, al suono di musici in abito settecentesco. Ettore Simonetti amava dipingere damine e nobili signori, nei loro abbigliamenti settecenteschi, mentre gustano il caffè o conversano amabilmente. Il milanese Giuseppe Mazza realizzò Baciamano di un cavaliere (1878-1883). Raffaello Sorbi scelse di dipingere scene all'aperto, in un curioso Settecentismo macchiaiolo. Andrea Landini, fiorentino, ambientava in ricchi salotti settecenteschi scene di genere con dame, gentiluomini e cardinali. Alcuni di questi pittori erano anche orientalisti, altri prediligevano soggetti storiciː il loro atelier doveva sembrare un continuo carnevale. Non a caso, molti di questi pittori ebbero contatti con la maison di vendite parigina Goupil & Cie e i loro quadri si trovano oggi soprattutto all'estero.

## Nella moda
L'imperatrice Eugenia, che sposò Napoleone III il 22 gennaio 1853, al pari della regina Maria Antonietta amò influenzare la moda: nel 1855 indossò la settecentesca crinolina. La nuova moda parigina - non si sa se solo per motivi estetici o anche politici - dilagò a Torino e a Milano, dove la rivista umoristica, letteraria e pupazzettata "Il Pungolo", ideata e diretta da Leone Fortis, ne rise con la penna dello scrittore Ippolito Nievo (uno dei pochissimi scrittori di allora ad interessarsi di moda femminile) e con la matita del disegnatore e vignettista Salvatore Mazza; ma Eugenia presto abbandonò la crinolina.

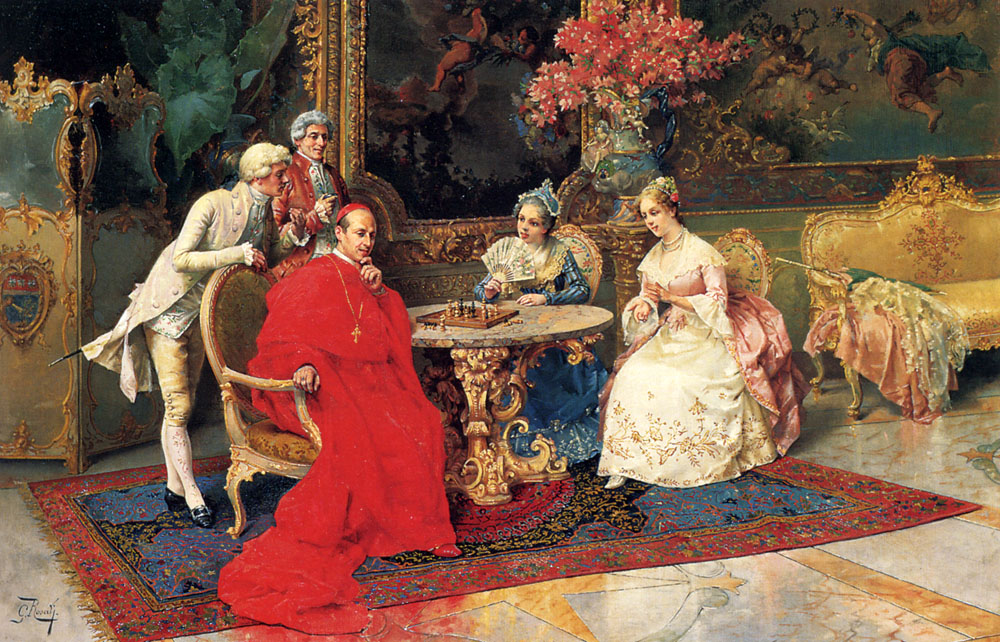
Giulio Rosati, Giocatori di scacchi

## Nell'arredamento
L'imperatrice Eugenia impose nuove mode anche nella decorazione degli interni. Lo stile eclettico, che va sotto il nome di Napoleone III, si chiama anche Mariantonietta, dal nome della sfortunata regina francese, cui Eugenia si ispirava. 
I mobili furono ricoperti di stucchi dipinti che simulavano marmi. Si usavano legni scuri, intarsi in ottone, incrostazioni in avorio e in madreperla, applicazioni in bronzo dorato. Le credenze erano arricchite con pietre dure e i tavoli da fumo e da toletta intarsiati con mazzi di fiori, realizzati in madreperla e in legno di frutto: rose e peonie su fondi di ebano. In Francia fu prodotto anche il mobilio ritardato, cioè copie perfette di arredi in stile Luigi XV e Luigi XVI. Sul mercato giravano falsi Boulle intarsiati in tartaruga, la galvanotecnica consentiva la produzione di falsi bronzi dorati (ma nel Settecento erano dorati al mercurio), la cartapesta dipinta sembrava lacca autentica. La lavorazione meccanica ridusse i costi. I salotti erano pieni di cuscini, di frange e di nappine. Per soddisfare le richieste della clientela, gli ebanisti francesi continuarono a produrre mobili in stile Napoleone III, fino alla fine dell'Ottocento. La grande scrivania con impellicciatura di mogano e grandi bronzi dorati, in pieno stile Luigi XV, a Roma sembrò perfetta per arredare studi ministeriali e ne furono ordinati molti esemplari, realizzati ex novo da una ditta torinese.
Anche gli oggetti di arredamento subirono il fascino del Settecento. A Napoli, la manifattura di Porcellana di Capodimonte si specializzò nella produzione di statuine in abiti settecenteschi. Erano in coppia - damina e signore - oppure in gruppo e rappresentavano scene galanti, coppie danzanti il minuetto, la mosca-cieca all'aperto. Le dame erano vestite di tulle, realizzato in porcellana da mani abilissime. 

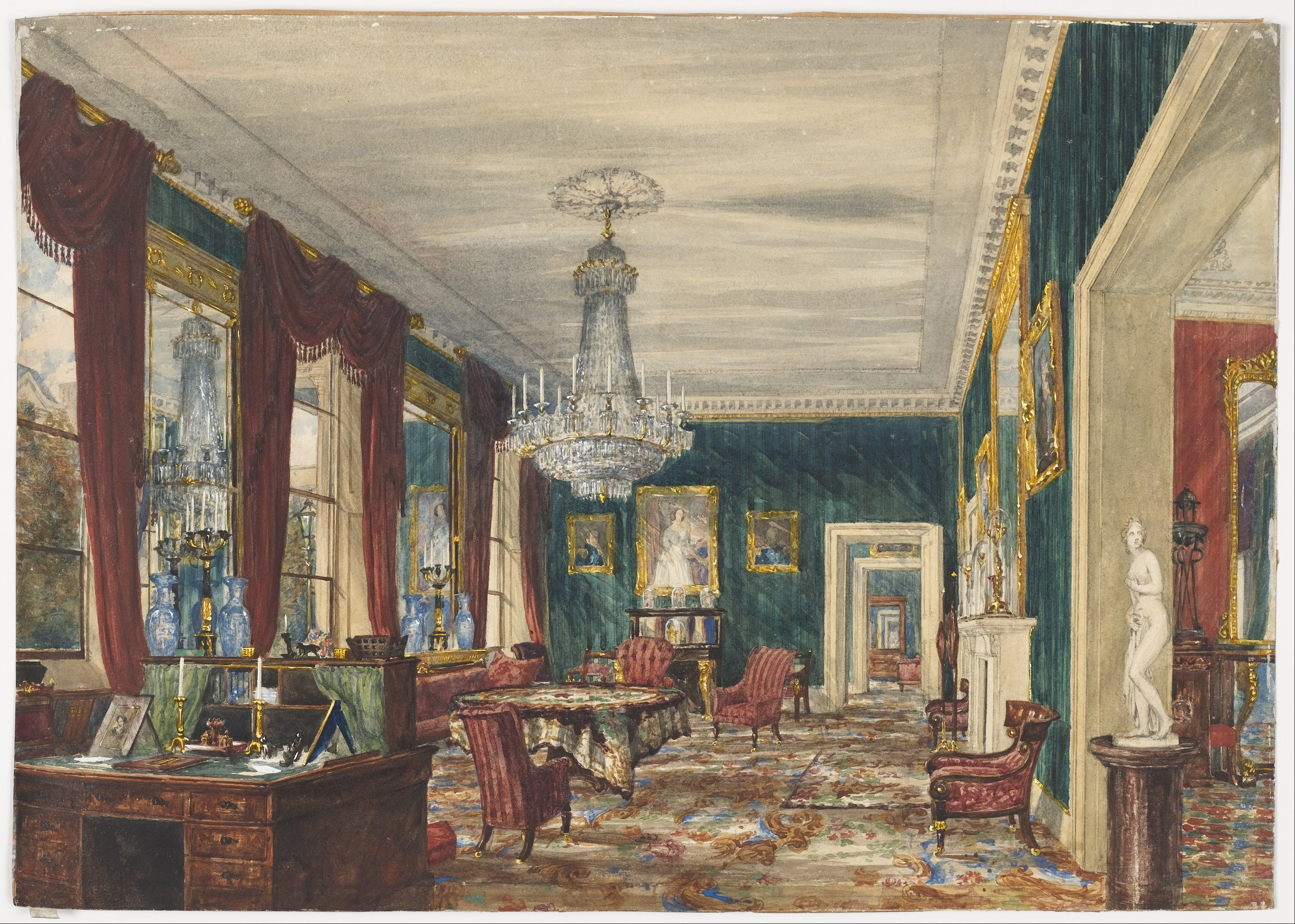
Salone Napoleone III, acquarello